# کفش‌های دکمه بالا
کفش‌های دکمه بالا یک تئاتر موزیکال است که در ۱۹۴۷ با موسیقی ژول استین، ترانه‌های سامی کان و کتاب جورج ابوت و استفان لانگ استریت تهیه شده است. این تئاتر بر اساس رمان نیمه اتوبیوگرافیکی ۱۹۴۶ «خواهران جذاب دوست‌شان داشتند» توسط استفان لانگ استریت ساخته شده است. داستان مربوط به درگیری‌های طنز خانواده لانگ‌استریت با دو مرد کلاش در آتلانتیک سیتی است. 
این موزیکال در ۱۹۴۷ در برادوی افتتاح شد (با ۷۲۷ اجرا)، در وست اند در ۱۹۴۸ اجرا شد و چندین اجرای دوباره و همچنین یک پخش تلویزیونی در ۱۹۵۶ نیز داشته است. 